# Frühlingskinder
Frühlingskinder ist ein deutscher Fernsehfilm der Frühling-Fernsehserie von Michael Karen aus dem Jahr 2013. Er wurde erstmals am 3. Februar 2013 im ZDF ausgestrahlt.
In diesem dritten Film der Filmreihe wird die Geschichte der Dorfhelferin Katja Baumann, gespielt von Simone Thomalla, fortgeführt, die für die Hilfseinrichtung „Hand in Hand“ Familien in einem Dorf namens „Frühling“ in Notsituationen zur Seite steht.
Oliver Stokowski ist als Pfarrer Henrik Klein, Carolyn Genzkow als Katjas Tochter Kiki und Marco Girnth als Tierarzt Mark Weber besetzt. Die Haupt-Gastrollen dieser Folge nehmen Jan-Hendrik Kiefer, Flora Thiemann, Nadine Kösters, Merlin Rose und Nicole Marischka ein.

## Handlung
An der Tankstelle des kleinen bayerischen Dorfes „Frühling“ erregt ein freilaufender Truthahn großes Aufsehen, da er keinerlei Scheu vor Menschen zeigt und einen der Tankkunden angreift. Die Dorfjugend amüsiert das ebenso wie die Dorfhelferin Katja Baumann, die zufällig zugegen ist. Das Tier gehört der Familie Böhm, die derzeit im Vorbereitungsstress anlässlich der Kommunion ihrer jüngsten Tochter ist und daher nicht bemerkt hatte, dass ihr aufsässiger Truthahn Karl entwischt ist. Als Luise Böhm, die alleinerziehend ist, auf der Fahrt zurück nach Hause zu ihren Kindern verunglückt, muss Katja einspringen, und Kinder und Hof versorgen, bis Frau Böhm wieder aus dem Krankenhaus entlassen werden kann.
Als Katja bei den Böhmkindern ankommt, trifft sie dort den Dorfpfarrer Hendrik Klein, der sich bereits nützlich gemacht hat. Er erklärt Katja, dass Luise Böhm eine sehr aktive Frau in der Gemeinde sei und man sich nun revanchieren möchte. Katja macht sich mit den Kindern bekannt. Tommy ist 16 und sehr verantwortungsvoll für sein Alter. Vivi, die älteste Tochter, nimmt das Fehlen der Mutter am meisten mit, während ihre neunjährige Schwester Romy sich über ihre „Bestellmama“ sehr freut. So fällt Katja die Eingewöhnung nicht schwer, da die Kinder gut mitarbeiten. 
Während ihrer Tätigkeit bei den Böhms stößt die Dorfhelferin darauf, dass Luise Böhm seit Jahren eine heimliche Beziehung zu Hendrik Klein unterhält, was niemand im Dorf wissen soll. Katja entschließt sich, ihn darauf anzusprechen. Um ihn nicht zu kompromittieren, wählt sie jedoch den Weg über den Beichtstuhl. Klein gibt unumwunden zu, dass er der Vater der drei Kinder sei, er sich aber an sein Gelübde als Priester gebunden fühle. Katja redet dem Geistlichen ins Gewissen, dass er bei aller Wichtigkeit seiner Arbeit für andere da zu sein, die Dankbarkeit, dass ihm drei gesunde Kinder geschenkt worden seien, nicht vergessen solle.
Trotz aller Bemühungen der Ärzte stirbt Luise Böhm. Die Nachricht trifft die Kinder gerade in dem Moment, als sie fröhlich eine bestandene Prüfung von Romy feiern. Katja ist sofort klar, was das für die Kinder bedeutet, sollte Hendrik Klein sich nicht zu seiner Vaterschaft bekennen. Die Kinder würden dann unter die Vormundschaft des Jugendamtes gestellt, was auch bedeutet, dass sie ihr gewohntes Umfeld und den Hof verlassen müssten. Klein ist hin- und hergerissen zwischen seiner Berufung und der Zuneigung zu seinen Kindern. Er will seine Gemeinde nicht im Stich lassen, weil er seine Verantwortung seinen drei Kindern gegenüber nur so einlösen kann. So kommt es dazu, dass die Kinder vom Jugendamt abgeholt werden sollen. Als Klein sich von ihnen verabschieden will, ist es Katja, die ihm noch einmal eindringlich ins Gewissen redet. Daraufhin besinnt er sich und nimmt seine Kinder zu sich.

## Produktion
Die Episode wurde vom ZDF in Zusammenarbeit mit „Seven Dogs Filmproduktion“ und teamWorx Television & Film produziert und im Rahmen der ZDF-„Herzkino“-Reihe ausgestrahlt. Die Dreharbeiten erfolgten in Bayrischzell und am Schliersee.

## Rezeption

### Einschaltquote
Bei seiner Erstausstrahlung am 3. Februar 2013 wurde Frühlingskinder in Deutschland von 5,56 Millionen Zuschauern gesehen, was einem Marktanteil von 15,0 Prozent entsprach. In der Gruppe der 14- bis 49-jährigen Zuschauer konnten 1,13 Millionen Zuschauer und ein Marktanteil von 7,7 Prozent erreicht werden.

### Kritik
Rainer Tittelbach von tittelbach.tv kommt zu dem Urteil: „Zum dritten Mal macht sich Simone Thomalla […] auf den Weg, Emotionalität mit sozialem Engagement zu verbinden. […] ‚Frühlingskinder‘ lässt sich Zeit – und auf den Lebensrhythmus der Protagonisten ein. Die Stimmung der Geschichte und die Landschaftsbilder erzeugen einen emotional stimmigen Fluss. Es ist ein Film, der angenehm berührt. Pilcher-Filme behaupten Emotionen; dieser ZDF-Sonntagsfilm erzeugt sie.“
Teresa Groß von teleschau – der mediendienst schreibt in ihrer Eigenschaft als Kritikerin bei stimme.de: „Auf dem Land, so könnte der Zuschauer nach den Anfangssequenzen denken, sind die Menschen nicht nur schöner sondern auch besser, engagierter, freundlicher. Es ist eine Stärke des Films, dass dieser anfängliche Eindruck im Verlauf der Handlung in sich zusammenfällt. […] Vordergründig sind es die Schauwerte, die an ‚Frühlingskinder‘ überzeugen, denn die Story hält kaum unerwartete Wendungen bereit. Trotzdem kratzt der Sonntagsfilm gerade so viel am blau-weiß-karierten Lack des Dorflebens, dass die Handlung zwar Substanz bekommt, die Idylle aber bestehen bleibt.“
Die Kritiker der Fernsehzeitschrift TV Spielfilm urteilten: „Freundlich, leicht und nicht nur seicht.“